# 地域政党ゆがわら
地域政党ゆがわら（ちいきせいとうゆがわら）は日本の地域政党。全国地域政党連絡協議会参加政党。代表は土屋由希子。神奈川県湯河原町に本拠地を置く。

## 概要
党首である土屋由希子の考えの元、町民自らが考え、行動し、声を上げることで、湯河原町を誰もが住みやすい町へと変えて行く市民政治団体。本来身近であるはずの政治を、もっともっと自分事として考え、共有し、力を結集する事を目的としている。

## 沿革
2019年（令和元年）11月に、湯河原町の町政を向上させることを目的として、活動を開始した。

## 結党宣言
出典は公式ウェブサイト。
1. 一部の既得権益に寄らず、真に湯河原町全体の利益を考えた活動を目指します。
2. 目先ではなく、数十年後の湯河原の利益を意識した活動を目指します。
3. 行政及び議会の情報公開、情報発信を求め、町政の透明化を目指します。
4. 憲法と法律を重んじ、特に基本的人権の尊重を守ります。
5. 選挙権のない子ども達も主権者として参画できる、また重んじる活動を目指します。
6. できる限りの化学的根拠に基づいた判断を重んじます。
7. 町民一人一人が政治の参加者である事や、責任を持って投票をする事を啓発します。
8. 湯河原町町議会議員選挙に向けて、候補者（特に女性）の擁立を進めます。
9. 党員は一人一人が主体性を持ち、小さなことでも自ら行動する事で町の利益に貢献します。
10. 本政党は、以上に賛同するも者で組織します。